# Ди Джей Куолс
Доналд Джоузеф Куолс (на английски: Donald Joseph Qualls) е американски актьор.

## Биография

### Образование
Започва да следва английска филология в Кингс Колидж, но впоследствие се премества в университета Белмонт в Тенеси, където играе в учебния театър.

### Кариера
Известен е с ролите си във филмите „Голямото пътуване“, „Чисто нов и готин“, „В ритъма на музиката“ и „Ядрото“. Гостува в редица сериали, измежду които „Смешно отделение“, „Изгубени“, „От местопрестъплението“, „Теория за Големия взрив“, „В обувките на Сатаната“, „Свръхестествено“ и други. Има главни роли в сериалите „Нация Z“ и „Човекът във високия замък“.

### Личен живот
През януари 2020 г. Куолс публично разкрива, че е гей.

## Избрана филмография
- 1999 – „Водопади от кръв“ (Cherry Falls)
- 2000 – „Голямото пътуване“ (Road Trip)
- 2002 – „Големи неприятности“ (Big Trouble)
- 2002 – „Чисто нов и готин“ (The New Guy)
- 2003 – „Ядрото“ (The Core)
- 2009 – „Луда по Стийв“ (All About Steve)
- 2009 – „Последният ден от лятото“ (Last Day of Summer)
- 2012 – „Безизходна ситуация“ (Small Apartments)
- 2013 – „Истории от заложната къща“ (Pawn Shop Chronicles)
- 2018 – „По-голям: Историята на Джо Уайдър“ (Bigger: The Joe Weider Story)